# 大桑塞
大桑塞（法語：Sancey-le-Grand，法語發音：[sɑ̃sɛ lə ɡʁɑ̃]）是法国杜省的一个旧市镇，属于蒙贝利亚尔区。2016年，大桑塞与市镇桑塞勒隆合并为新市镇桑塞。

## 地理
大桑塞（47°17'38"N, 6°34'56"E）面积23.55 平方千米，位于法国勃艮第-弗朗什-孔泰大區杜省，该省份为法国东部内陆省份，北起上索恩省，西接汝拉省，东部及东南部与瑞士接壤，东北部与贝尔福地区省接壤。
大桑塞的时区为UTC+01:00、UTC+02:00（夏令时）。

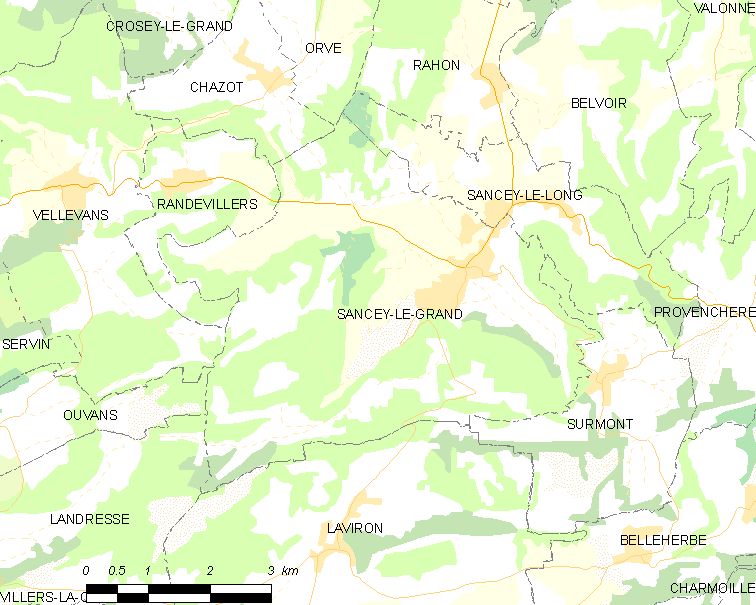
大桑塞的OSM定位图

## 行政
大桑塞的邮政编码为25430，INSEE市镇编码为25529。

## 政治
大桑塞所属的省级选区为巴旺县。

## 人口

1962-2008年间大桑塞人口变化图示

大桑塞于2013时的人口数量为930人。